# Лиляна Павлова
Лиляна Павлова Николова е български политик от ПП ГЕРБ.
Тя е министър на регионалното развитие и благоустройството в първото и второто правителство на Бойко Борисов, после министър за българското председателство на Съвета на Европейския съюз в третото правителство на Борисов.
Избрана е за евродепутат (2019), но се отказва от длъжността поради утвърждаването ѝ за български вицепрезидент на Европейската инвестиционна банка.

## Биография

### Произход
Павлова е родена в София, България на 6 декември 1977 г. Внучка е на партизанина от Партизанска бригада „Чавдар“ (София), член на ЦК на БКП и министър на химическата промишленост Георги Павлов. Дъщеря е на неговия син проф. Павел Георгиев Павлов (р. 1943 г.), заместник-ректор на Варненския свободен университет „Черноризец Храбър“, и на рускинята Рая Павлова. Носи името Лиляна на баба си, политическа затворничка преди 1944 г.

### Образование
Завършва УНСС със степен бакалавър по „Международни икономически отношения" и Варненския свободен университет със степен магистър по „Публична администрация и европейска интеграция". Защитава докторска степен по икономика, специализира право в Института за следдипломна квалификация на УНСС през 2002 г. Владее свободно английски и руски език.
Заедно с баща си проф. Павел Павлов тя е сред учредителите на сдружението на магистрите по публична администрация и социални дейности „Академика – Магистър – Интелект“.

### Кариера
Започва работната си кариера през 1997 година – преди да навърши 19 години, в края на нейния I курс в УНСС, като финансов мениджър по проект „BG 9315 Програма за обучение на мениджъри“ по програма ФАР. В периода 1998 – 1999 година е офис-мениджър по проект „СМЕ-03051-97 Национален академичен център по мениджмънт и капиталови пазари“ по програма „Темпус“.
През 1999 година, преди да стане на 21 години и все още незавършила висшето си образование, тя вече работи като експерт по международни проекти в Института за следдипломна квалификация на УНСС. От 1999 до 2002 година е експерт в Координационното звено по програма ИСПА на Министерството на регионалното развитие и благоустройството. През 2002 година работи като експерт в дирекция „Национален фонд" в Министерството на финансите. През следващите 7 години е началник на отдел в дирекция „Национален фонд" в Министерството на финансите (Финансово управление, контрол и сертификация на средствата от ЕС).
От 2009 година, едва на 32 години, става заместник-министър на регионалното развитие и благоустройството.
На 7 септември 2011 г. е предложена от премиера Бойко Борисов за министър на регионалното развитие и благоустройството на мястото на подалия по-рано оставка във връзка с кандидатирането си за президент Росен Плевнелиев. Народното събрание приема оставката на Плевнелиев и одобрява Павлова за министър на 9 септември 2011 г.
След подадената оставка на Симеон Дянков на 18 февруари 2013 г. от постовете вицепремиер и министър на финансите премиерът първоначално предлага Лиляна Павлова да заеме поста вицепремиер, но до избор не се не стига. Борисов решава да не сменя Дянков (от неговите 2 длъжности) и подава оставка на правителството на 20 февруари 2013 г., приета от НС на следващия ден.
Лиляна Павлова е министър за българското председателство на Съвета на Европейския съюз през първото полугодие на 2018 г. (и за ротационното трио на председателството – с предишно и следващо полугодие), считано от 4 май 2017 г. до 31 декември 2018 г.
След като е избрана за евродепутат (2019), е предложена от правителството за български вицепрезидент и член на Управителния комитет на Европейската инвестиционна банка. Заради поста в ЕИБ подава заявление за прекратяване на пълномощията ѝ като народен представител на 16 октомври. Оставката ѝ е приета от Народното събрание на 30 октомври 2019 г.